# Зданович, Иван Устинович
Ива́н Усти́нович Здано́вич (25 мая (6 июня) 1864, Минск — 11 (24) августа 1915, Минск) — врач, общественный деятель, благотворитель, основатель училища для слепых в Минске.

## Начало работы
Иван Зданович родился в семье преподавателя Минской духовной семинарии Иустина Игнатьевича Здановича. Редкое имя отца вызывает разночтения в написании отчества: Иван Устинович (наиболее распространенный вариант), Иван Иустинович и даже Иван Юстинович.
Окончив Минскую гимназию, Зданович поступил в киевский Университет Святого Владимира, затем несколько лет стажировался в Европе, где изучал массаж и оздоровительную гимнастику. Вернувшись в Минск, женился на Марте Эразмовне Кобельской, в 1890 году у них родилась дочь Тамара.
Осенью того же 1890 года Зданович назначается сельским врачом Лошницкого участка Борисовского уезда. С мая 1891 становится врачом для командировок по сельско-врачебной части, т. е. выездным консультирующим специалистом, это дало ему возможность открыть частную практику в Минске.
В 1892 году Иван Зданович начинает работу в больнице Приказа общественного призрения, которая стала потом Губернской земской больницей (ныне 2-я городская клиническая больница). В 1893 он младший врач Минских богоугодных заведений и какое-то время исполняет обязанности городового врача. Через год он уже старший врач богоугодных заведений и параллельно врач Женской гимназии, что на Подгорной улице. В 1895 к перечисленным добавляется еще должность врача Женского духовного училища. Будучи обеспеченным человеком, Зданович на собственные средства оборудовал 10 коек для лечения больных рожениц, обеспечил учреждение необходимым инвентарем и медикаментами, а затем передал родильный приют городским властям.

## Училище для слепых
Впервые предложение о создании училища для слепых детей прозвучало в 1893 году, но минские городские власти не имели для этого средств. Зданович отправился в Петербург и встретился с Константином Карловичем Гротом – известным благотворителем, основателем и руководителем Попечительства о слепых. Был организован сбор средств и среди состоятельных минчан. В результате училище было открыто в 1897 году и до 1901 года располагалось в стесненных условиях в доме Пржелясковского на Захарьевской улице (дом сохранился, современный адрес – Советская улица, 12).
После того, как Главное попечительство о слепых предоставило беспроцентную ссуду с выплатой в рассрочку на 16 лет в размере 3500 рублей стало возможным приобрести участок земли в 1616 квадратных саженей (примерно 7300 квадратных метров) и старый дом. Дом находился на той же Захарьевской улице почти напротив дома Пржелясковского (сейчас на этом месте левое крыло Дома правительства), а участок неподалеку, на Трубной улице (сегодня это улица Берсона).
В здание училища были проведены электричество и водопровод. В некоторых публикациях утверждается даже, что такое было впервые в Минске. Это, конечно, преувеличение, дома с электро- и водоснабжением были в городе и раньше, но для начала двадцатого века достижение несомненно значительное. Кроме того, Зданович организовал в здании училища биологическую очистку сточных вод.
На училищном участке были баня с прачечной, каменный ледник, заменявший холодильник. Там же была построена церковь «Всех Скорбящих Радость», освященная в ноябре 1907 года, причем вся художественная резьба была выполнена либо самим Здановичем, либо по его эскизам. Газета «Минское слово» писала: «С топором в руке он показывал плотнику, как рубить угол. Когда он брался за резец, то у него выходили художественные вещи, скульптурные работы и художественные произведения, которые были настоящим украшением местных выставок».

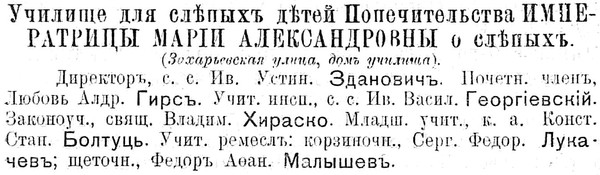
Из «Памятной книжки Минской губернии на 1915 год»

Учебная программа включала Закон Божий, русский язык, арифметику, историю, географию и зоологию. Особое внимание уделялось пению. Чтобы получить дополнительные средства на содержание училища и дать незрячим детям из бедных семей специальность, которая позволила бы им в будущем прокормить себя, воспитанников обучали корзиночному и щеточному производству. Корзины, щётки, а также мебель продавались в особом магазине при училище, порой выполнялись даже частные заказы, что говорит о высоком профессиональном мастерстве. «Почетный член» Любовь Александровна Гирс — супруга губернатора, так Зданович обеспечивал официальную поддержку своего начинания.
В 1904 г. «за выдающиеся заслуги в деле учреждения Минского общества слепых и за неустанные безвозмездные труды в должности директора упомянутого училища» врач удостоен личной благодарности вдовствующей императрицы Марии Федоровны.
Когда уже после смерти Здановича к Минску подошел фронт Первой мировой войны, училище было эвакуировано в Мещовск Калужской губернии. После революции деятельность была возобновлена в Минске – в том же доме, но затем, после начала строительства Дома правительства, школа переехала в Красный Берег, потом в Могилев и, уже после войны – в Гродно.

## Станция Ждановичи
В 1909 году Зданович купил в качестве загородной дачи небольшой дом на берегу Свислочи. Там он обнаружил незамерзающий источник, воды которого имели солоноватый вкус. Пробы были отправлены в Петербург, анализ подтвердил, что эта минеральная вода имеет целебный характер. Вскоре  Зданович устроил там небольшое лечебное учреждение на шесть коек для больных желудочно-кишечными заболеваниями. Так было положено начало нынешнему санаторию «Крыніца».

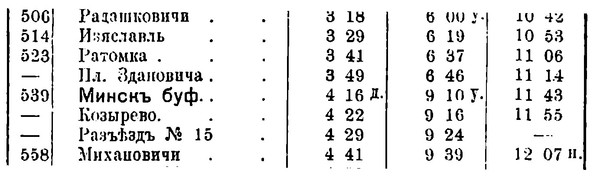
Расписание движения поезда Либава-Ромны (1914 год)

Для того, чтобы облегчить доступ к источнику, Иван Устинович за свой счет обустроил железнодорожную платформу, которая так и называлась – платформа Здановича. На ней останавливались не только пригородные, но даже некоторые скорые поезда. Посёлок, возникший вокруг платформы, стал называться Здановичи.
После окончания Великой Отечественной войны в названии посёлка первая буква стихийно заменилась на "Ж" и топоним приобрёл более традиционную для белорусских мест форму Ждановичи. Название станции Здановичи продержалось примерно до середины шестидесятых годов XX столетия, но в конце концов также изменилось на «Ждановичи».

## Последние годы
В 1904 году доктор Зданович стал главным врачом Губернской земской больницы. В больнице появилась лаборатория для бактериологических исследований, установлена новинка того времени – рентген-аппарат, приобретен новый хирургический инвентарь. Зданович оставался во главе больницы до конца своих дней.
Чтобы способствовать распространению трезвого образа жизни, Зданович устроил на Троицкой горе, рядом с больницей, главным врачом которой он был, народную чайную. Активно занимался политикой, причем взгляды имел правые. Он был гласным городской думы, главой Минского отдела «Союза 17 октября», членом издательского совета и активным сотрудником газеты «Минская речь», впоследствии переименованной в «Минское слово».
Писал Зданович и научно-популярные статьи, сотрудничал с журналом «Самообразование», выходившим в начале XX века В Санкт-Петербурге. Вот фрагмент одной из его статей:

Не царь природы человек, а скверное по своим помыслам дитя ея. Земля, родившая человека, достойна лучшей любви его… и силен тот человек, кто любит свою землю и предан ей!

Но есть хищные люди: не любят они земли, создавшей их, не прельщает их лес шумом дерев, пением птиц, не с любовью смотрят они на каждое дерево – хищное чувство испытывают они, сознавая о той наживе, которую получат, срубив его. Истребив вокруг себя все, что только можно: лес, птиц, зверей, даже забравшись в недра земли и оттуда взяв все, что только можно взять, человек бросает объеденный им участок земли и передвигается на другой, где еще есть материал для наживы.
Иван Устинович Зданович скоропостижно скончался 11 (24) августа 1915 года в 2 часа дня. Причина смерти неизвестна — возможно, инфаркт, но, возможно, и тиф, эпидемии которого в прифронтовом городе случались нередко. Неизвестно и место его захоронения.
В некрологе, опубликованном в журнале «Минские врачебные известия», упоминаются награды Ивана Устиновича: в 1896 году он был награждён серебряной медалью на Александровской ленте, в 1898 — орденом Св. Станислава III степени, в 1905 за выслугу лет произведен в статские советники. Но главным делом его жизни следует признать, конечно, создание Минского училища слепых.

## Память

Мемориальная доска И. У. Здановичу на здании школы №188 г.Минска

В 1986 году в Минске была открыта школа №188 для слепых и слабовидящих детей. В 1997 году ей было присвоено имя Ивана Здановича, о чем свидетельствует памятная доска на фасаде (к сожалению, год смерти указан неправильно: 1916 вместо 1915).
Общественное объединение «Белорусское товарищество инвалидов по зрению» учредило нагрудный знак «Заслуженный деятель ОО «БелТИЗ», в Положении о котором, в частности, говорится: Нижняя часть нагрудного знака имеет форму круглого венка, образуемого лавровыми ветвями, диаметром 35 мм. На лицевой стороне нижней части нагрудного знака расположен барельеф И.У.Здановича, гуманиста и просветителя конца 19 – начала 20 века, по инициативе которого было открыто первое в истории Беларуси училище для слепых, и подпись «I.У.Здановіч».